# Parafia Niepokalanego Serca Najświętszej Maryi Panny w Wierszach
Parafia pw. Niepokalanego Serca Najświętszej Maryi Panny w Wierszach – parafia rzymskokatolicka należąca do dekanatu kampinoskiego, archidiecezji warszawskiej, metropolii warszawskiej Kościoła katolickiego. Obsługiwana przez księży diecezjalnych.

## Obszar parafii
Parafia leży na obszarze gminy Czosnów i gminy Leszno. Należą do niej miejscowości:

- gmina Czosnów:
  - Aleksandrów
  - Brzozówka
  - Dąbrówka
  - Kiścinne
  - Sowia Wola
  - Truskawka
  - Wiersze

- gminy Leszno
  - Roztoka